# 해리어기

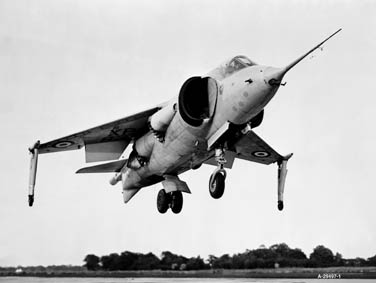
해리어기의 전 모델인 Hawker P.1127

해리어기(Harrier, Jump Jet) 또는 해리어 전투기는 수직 이착륙/단거리 이착륙(V/STOL)이 가능한 군용 제트기 종류 중 하나이다. 해리어는 영국에서 개발했는데 전략 핵무기 공격에 취약한 대형 공군 기지를 사용하지 않고 자동차 주차장이나 산림 개간지와 같은 임시시설에서 전투기를 운용하기 위해서였다. 해리어기는 미국 해병대, 스페인 군대에서도 사용되었다. 당시 전투기는 세계적으로 속도가 점점 빨라지는 추세였고, 해리어기의 최고 속도는 마하 0.98로, F-16이나 미라지의 절반에 지나지 않았으나, 포클랜드 전쟁에서 그 실전 성능이 입증되었다.

## 특징
해리어의 특기는 추진력의 방향을 자유자재로 바꿀 수 있다는 데 있다. 수직 이착륙은 물론 날아가고 있을 때에도 갑자기 아래로 쑥 내려간다든지, 올라간다든지, 급브레이크를 건다든지, 급선회한다든지 할 수 있다. 그러므로 해리어를 추적하는 적기 쪽에서 볼 때는 갑자기 시야에서도 레이다에서도 사라져 버리는 것이다.
추진력의 방향을 바꾸는 특제 엔진은 롤스로이스사의 페가수스이다. 2축의 터보 팬 엔진으로 추진력은 9750kg. 보통의 엔진과 다른 것은 거북의 네 다리처럼 생긴 4개의 가변 노즐을 가지고 있다는 점이다. 이 노즐의 방향을 위아래로 자유자재로 바꿀 수가 있기 때문에 나는 방향도 순간적으로 변환시킬 수가 있다. 수평 비행하다가 느닷없이 아래로 곤두박질하는가 하면, 급격하게 상승할 수도 있는 것이다. 그뿐만 아니라 해리어는 공중에서 뜬 채로 꼼짝 않고 정지할 수도 있다. 이것을 '호버링'이라 부른다. 수직으로 착륙할 때에는 이 자세에서 서서히 내려앉는다. 수직으로 이륙할 때에는 노즐의 각도를 하향한다. 다만 해리어의 완전 장비의 반 이하로 중량을 가볍게 하지 않으면 수직 이륙은 할 수 없다.
들판에서도 이륙할 수 있지만, 20m 사방에 알루미늄 매트를 깔도록 되어 있다. 중장비의 해리어를 항공모함에서 이함(離艦)시킬 때는 스키의 점프대처럼 말단이 20도 위쪽으로 올라간 활주로를 사용하면 불과 100m면 충분하다. 이 이륙을 '스키 점프 발진(發振)'이라 부르고 있다.
롤스로이스사는 해리어의 초음속기화(超音速機化)를 목표로 강력한 엔진 개발을 진행하였다. 이 밖에 러시아 해군의 YAK－36로저, 미국의 XV－15가 있다.

## 같이 보기
- 호커 시들리 해리어

## 참고 문헌
- 이 문서에는 다음커뮤니케이션(현 카카오)에서 GFDL 또는 CC-SA 라이선스로 배포한 글로벌 세계대백과사전의 내용을 기초로 작성된 글이 포함되어 있습니다.